# 와카야마현 제1구
와카야마현 제1구(일본어: 和歌山県第1区)은 일본의 중의원 선거구이다. 1994년 공직선거법이 개정되면서 신설되었다.

## 지역
- 와카야마시